# С вечера до полудня (фильм)
«С ве́чера до полу́дня» — советский художественный двухсерийный телефильм 1981 года режиссёра Константина Худякова, снятый по первоначальному авторскому варианту одноимённой пьесы Виктора Розова.

## История
Пьеса Розова изначально называлась «На беговой дорожке» и в укороченном цензурой виде была поставлена Георгием Товстоноговым в начале 1970-х годов в Большом драматическом театре в Ленинграде. Была опущена линия Лёвы Груздева и изменена заключительная сцена визита матери Альберта. Снятый в 1981 году по восстановленной пьесе фильм сам Розов — наряду с «Летят журавли» — считал самой удачной из экранизаций его пьес.

## Сюжет
В «сталинской» высотке на площади Восстания в большой квартире живут несколько поколений семьи Жарковых: стареющий писатель Андрей Константинович, его сын Ким, в прошлом — легкоатлет международного класса, ныне тренер, незамужняя сестра Кима Нина и его сын, 16-летний школьник Альберт.
Андрей Константинович только что закончил новый роман, пытается читать его родным и старому другу, литературному критику, но сам чувствует, что его новое творение — «позапрошлогоднее сено».
В тот же вечер в огромную квартиру Жарковых после восьмилетнего отсутствия напрашивается на ночлег не сумевший найти в Москве гостиницу Лёва Груздев, кандидат наук из новосибирского Академгородка, когда-то бросивший Нину. Нина всё ещё любит Льва, и в ней вспыхивает надежда, что его внезапное появление может вернуть их отношения. Лев Иванович, умный и эгоистичный циник, прекрасно умеющий в зависимости от ситуации либо говорить безупречно правильные слова, либо бросать злые провокационные замечания, пытается одновременно и удержать дистанцию, и не сломать окончательно хрупкую психику одинокой и очень несчастной женщины, спасая которую в горах, когда-то погиб их приятель — тогда как сам Лёва благополучно отсиделся в стороне.
Ким, брат Нины, всё ещё, уже восемь лет, тяжело переживает разрыв с бывшей женой Аллой. Ким страшно боится, что его шестнадцатилетний сын уедет к своей матери, живущей со вторым мужем-дипломатом в Бразилии. Всякий раз, когда Алла собирается в Москву, он старается увезти сына куда-нибудь — в Ленинград, в Кижи, в Крым, на Алтай, на Рижское взморье, только чтобы не допустить его общения с матерью. Этим вечером её друзья некстати позвонили Альберту, попросили сегодня же зайти за посылкой от мамы.
Сын возвращается домой потрясённый. Оказывается, в этот раз Алла приехала без предупреждения и собирается завтра нанести визит бывшим мужу, свёкру, золовке. Она переезжает с мужем в Лондон и мечтает на лето взять сына с собой, ведь у мальчика большие способности к языкам, и три месяца жизни в Англии в условиях «полного погружения» были бы очень полезны Альберту. Ким, до сих пор любящий Аллу, не простивший ей ухода к другому и не способный признаться себе ни в том, ни в другом, резко возражает против этой поездки. Ещё недавно его голос был бы определяющим. Но теперь Альберт получил паспорт и может сам принять непростое решение, на что и рассчитывала и о чем мечтала Алла, считая годы, месяцы и дни до этого момента.
Перед Кимом встаёт нелёгкий выбор: сохранить «status quo» неудачливого, но принципиального отца или позволить сыну выстроить отношения с матерью, погрузиться в новую языковую среду, увидеть совсем иную жизнь — словом, получить то, чего он сам дать Альберту не в состоянии. И жить в ожидании и надежде, что когда в жизни сына снова появится мать, в ней всё же останется место для отца.
А Андрей Константинович, после не слишком удачного чтения романа родным ушедший ночью на улицу и бросивший рукопись в разведённый дворниками костёр, похоже, начинает ощущать: пока он суконным канцелярским языком пытался описать какие-то банальные производственные конфликты на очередной придуманной стройке, в его собственной семье разворачивалась нешуточная и совершенно реальная драма…

## В ролях
- Всеволод Санаев — Андрей Константинович Жарков, писатель
- Леонид Филатов — Ким, его сын, тренер по лёгкой атлетике
- Людмила Савельева — Нина, его дочь
- Наталья Фатеева — Алла, бывшая жена Кима
- Эдуард Марцевич — Лев Иванович Груздев, бывший жених Нины
- Сергей Фёдоров — Альберт, сын Кима и Аллы, внук Андрея Константиновича
- Светлана Аманова — Катя, первая любовь Альберта
- Андрей Петров — Константин Фёдорович Егорьев, критик, старый друг Андрея Константиновича

## Съёмочная группа
- Режиссёр: Константин Худяков
- Автор сценария: Виктор Розов
- Операторы: Валентин Пиганов, Эмиль Гулидов
- Художник-постановщик: Борис Бланк
- Композитор: Вячеслав Ганелин
- Костюмы: Алина Будникова
- Монтаж: Галина Патрикеева, Ирина Колотикова